# Вейленд (Айова)
Вейленд (англ. Wayland) — місто (англ. city) в США, в окрузі Генрі штату Айова. Населення — 964 особи (2020).

## Географія
Вейленд розташований за координатами 41°8′54″ пн. ш. 91°39′33″ зх. д. / 41.14833° пн. ш. 91.65917° зх. д. (41.148464, -91.659115).  За даними Бюро перепису населення США в 2010 році місто мало площу 2,61 км², уся площа — суходіл. В 2017 році площа становила 2,88 км², уся площа — суходіл.

## Демографія
Згідно з переписом 2010 року, у місті мешкало 966 осіб у 396 домогосподарствах у складі 268 родин. Густота населення становила 371 особа/км².  Було 417 помешкань (160/км²).
Расовий склад населення:
| - 95,5 % — білих - 1,1 % — чорних або афроамериканців - 0,9 % — азіатів - 0,6 % — корінних американців |

До двох чи більше рас належало 0,9 %. Частка іспаномовних становила 1,0 % від усіх жителів.
За віковим діапазоном населення розподілялося таким чином: 21,7 % — особи молодші 18 років, 51,6 % — особи у віці 18—64 років, 26,7 % — особи у віці 65 років та старші. Медіана віку мешканця становила 47,1 року. На 100 осіб жіночої статі у місті припадало 92,0 чоловіків;  на 100 жінок у віці від 18 років та старших — 84,4 чоловіків також старших 18 років.
Середній дохід на одне домашнє господарство  становив 55 080 доларів США (медіана — 51 563), а середній дохід на одну сім'ю — 64 401 долар (медіана — 59 141). За межею бідності перебувало 13,8 % осіб, у тому числі 23,8 % дітей у віці до 18 років та 1,4 % осіб у віці 65 років та старших.
Цивільне працевлаштоване населення становило 502 особи. Основні галузі зайнятості: освіта, охорона здоров'я та соціальна допомога — 21,5 %, виробництво — 17,9 %, роздрібна торгівля — 13,1 %.